# Авангардисты (фашизм)

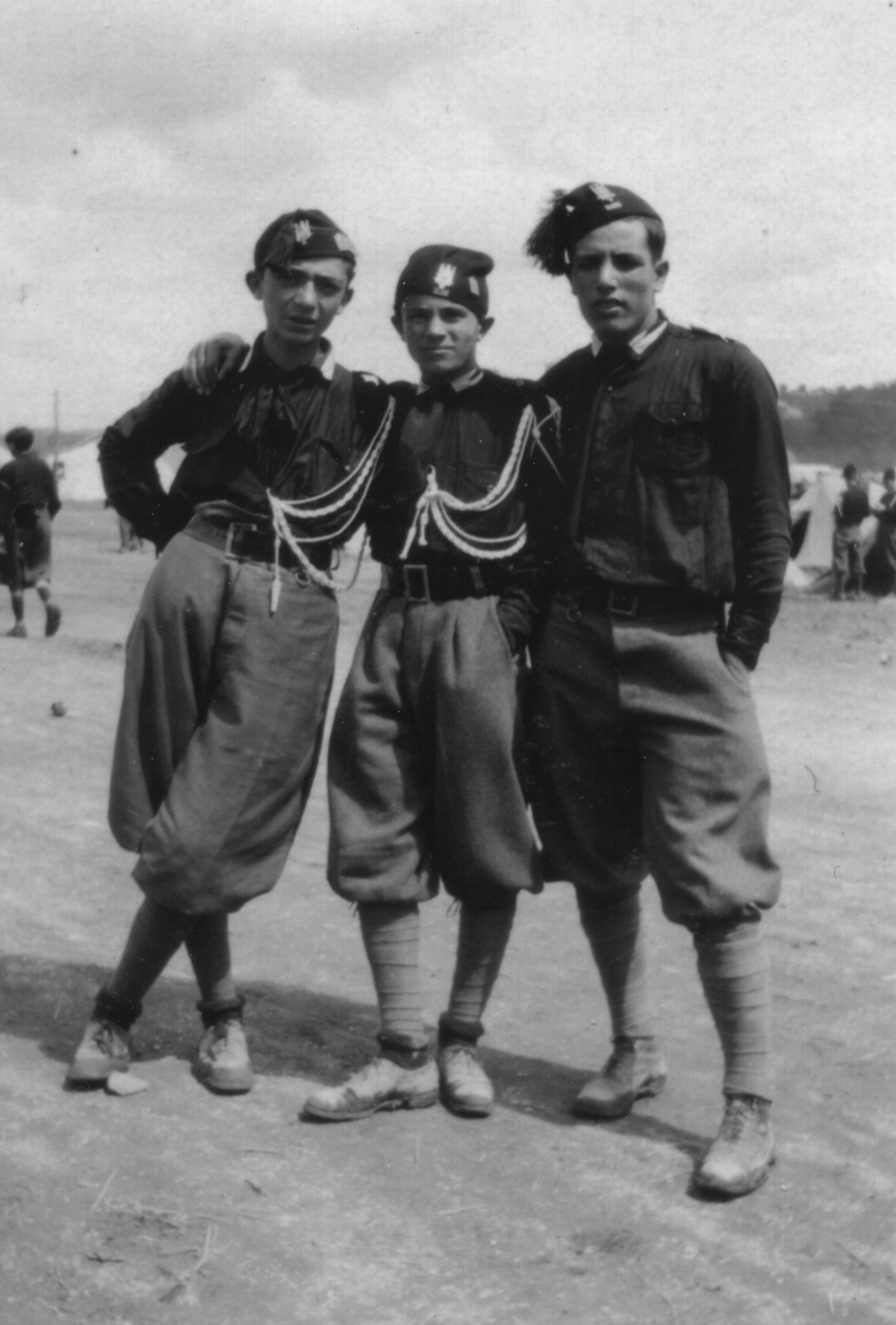
Авангардисты

Авангардисты (от итал. Avanguardista) — молодёжная организация в фашистской Италии, подразделение Opera Nazionale Balilla (ONB).

## Членство
Членами организации могли быть юноши в возрасте от 14 до 18 лет.

## Цели и задачи
В соответствии с программными установками ONB, цели и задачи организации включали:
- привитие молодым итальянцам чувства дисциплины и лояльности дуче;
- начальная военная подготовка;
- развитие гимнастических видов спорта;
- духовное и культурное просвещение в соответствии с установками Министерства образования;
- профессионально-техническое образование;
- поддержка католической церкви.

## Униформа
Униформа членов Avanguardista включала:
- Берет;
- Чёрную хлопчатобумажную рубашку с чёрными пуговицами;
- Пальто серо-зелёной шерсти с белым шарфом, погонами и нагрудными карманами, без боковых карманов, серо-зелёный пояс из высококачественной кожи в военном стиле;
- Брюки из той же ткани, что и пальто, длиной до колен;
- Плетёный шнур белого цвета, который спускался с левого плеча и образовывал узел на груди.

На берет крепилась кокарда в виде орла, а на грудь повязывалась лента синего цвета 39 мм шириной.

## Мероприятия
Среди спортивных мероприятий Avanguardista большое распространение имели провинциальные и региональные чемпионаты по футболу и баскетболу, которые нередко проходили в присутствии секретарей местных организаций Национальной фашистской партии.
Самыми известными футбольными командами были:
- A.G.F. (Авангард фашистской молодёжи, Avanguardia Giovanile Fascista);
- Avanguardisti;
- Avanguardia Giovanile.